# Pregel
Pregel  je priimek več znanih Slovencev:
- Miha Pregel (1791—1877), gospodarski in kulturni delavec